# Thue-et-Mue
Thue-et-Mue – gmina we Francji, w regionie Normandia, w departamencie Calvados. W 2013 roku liczba ludności wynosiła 5328 mieszkańców.
Gmina została utworzona 1 stycznia 2017 roku z połączenia sześciu ówczesnych gmin: Bretteville-l’Orgueilleuse, Brouay, Cheux, Le Mesnil-Patry, Putot-en-Bessin oraz Sainte-Croix-Grand-Tonne. Siedzibą gminy została miejscowość Bretteville-l’Orgueilleuse.